# Lux Aeterna (Lauridsen)
Lux Aeterna ist ein fünfsätziges Chorwerk des US-amerikanischen Komponisten Morten Lauridsen aus dem Jahr 1997. Es ist für vier- bis siebenstimmigen gemischten Chor und Kammerorchester geschrieben; eine Aufführung dauert rund 25 Minuten. Die Besetzung des Kammerorchesters besteht aus einer Flöte, einer Oboe, einer Klarinette in A, einem Fagott, zwei Hörnern, einer Bassposaune und Streichern. Es gibt alternativ auch zwei Fassungen mit Orgel- oder Klavierbegleitung.
Den fünf Sätzen sind jeweils verschiedene liturgische Texte mit Bezug auf das „ewige Licht“ (lat. lux æterna) unterlegt. Es sind zudem aus der liturgischen Totenmesse die Ecksätze Introitus und Agnus Dei / Communio entlehnt, was zur Interpretation führte, Lauridsen habe analog zum Deutschen Requiem von Johannes Brahms ein Quasi-Requiem geschaffen, das Hoffnung und Trost spende (jedoch nicht nur für die Hinterbliebenen, wie es Brahms beabsichtigt hatte). Den drei Mittelsätzen liegt außerdem der Gedanke der Dreifaltigkeit zugrunde, indem sie liturgische Lobgesänge für den „Vater“ (In te, Domine, speravi, 2. Satz), den „Sohn“ (O nata lux, 3. Satz) und den „Heiligen Geist“ (Veni, Sancte Spiritus, 4. Satz) beinhalten.
Der erste Satz vertont den Introitus aus der liturgischen Totenmesse, dem Requiem, und stellt das thematische Material vor, das in der gesamten Komposition weiterverarbeitet wird; die Themen gehen aus den verschiedenen Kirchenmodi hervor. Im zweiten Satz werden Auszüge aus dem Te Deum mit einem Vers aus dem 111. Psalm (Beatus vir) verknüpft. Der dritte Satz ist a cappella ohne Instrumentalbegleitung gesetzt und vertont den Lobhymnus vom Fest der Verklärung des Herrn. Dem vierten Satz unterliegt der Text der Pfingstsequenz, er ist in einer fünfteiligen Rondoform gehalten. Der fünfte und letzte Satz bezieht sich schließlich nochmals auf das Requiem, indem es die beiden Schlusssätze aus der Totenmesse – das Agnus Dei und den Text der Communio Lux aeterna – verbindet. Nach einem kurzen angehängten Alleluia beendet ein sanftes Amen das Werk.
Stilistisch steht das Werk Lauridsens Vertonung des Weihnachtshymnus O Magnum Mysterium nahe, die 1994 im gleichen Zeitraum entstand.